# Liste der denkmalgeschützten Objekte in Thaur
Die Liste der denkmalgeschützten Objekte in Thaur enthält die 35 denkmalgeschützten, unbeweglichen Objekte der Tiroler Gemeinde Thaur.

## Denkmäler
| Foto  |                 | Denkmal | Standort                                             | Beschreibung | Metadaten |
| ----- | --------------- | --- | ---------------------------------------------------- | --- | --- |
| ja    | Datei hochladen | Kath. Filialkirche zum hl. Ulrich HERIS-ID: 40308 Objekt-ID: 40218 TKK: 61615                                                  | Bauerngasse Standort KG: Thaur I                     | Die ursprünglich dem Hochstift Augsburg gehörende Kirche ist einer der ältesten Sakralbauten Österreichs. Die erste Bauphase war im 9./10. Jahrhundert, die zweite vor 1232, im 13. und 15. Jahrhundert wurde die Kirche umgebaut. Die einfache dreiachsige Saalkirche hat ein spitzgiebeliges Dach, eine abgesetzte halbrunde Apsis und einen wuchtigen Westturm, an den der Ulrichhof anschließt. An der Südseite befindet sich ein gotisches gekehltes Rundbogenportal. Das Innere verfügt über eine Kassettendecke aus dem 16. Jahrhundert und eine hölzerne Westempore. In der Apsis findet sich spätgotische Malerei, an der Südwand die Darstellung eines Sensenmannes (beides aus dem 15. Jahrhundert), die Fensterlaibungen sind mit romanische Blattornamente verziert. | BDA-Hist.: Q37993989 Status: Bescheid Stand der BDA-Liste: 2025-06-30 Name: Kath. Filialkirche zum hl. Ulrich GstNr.: .80                                                                    |
| ja    | Datei hochladen | Meierhof, Ulrichhof, Ansitz Granz HERIS-ID: 40309 Objekt-ID: 40219 TKK: 61649, 61648                                           | Bauerngasse 7 Standort KG: Thaur I                   | Der Ulrichhof wurde 1316 erstmals urkundlich als Meierhof des Hochstiftes Augsburg erwähnt. Das mächtige dreigeschoßige Gebäude über rechteckigem Grundriss mit Krüppelwalmdach und regelmäßiger Fassadengliederung ist an die Westseite der Ulrichskirche angebaut. Im Äußeren und Inneren haben sich zahlreiche Baudetails erhalten, darunter Fenster mit Hohlkehlen, Eckquaderketten und ein durchgehender Flur mit Kreuzgratgewölbe. An der Nord- und Südseite befinden sich barocke Fresken mit der Darstellung der Verehrung des Mariahilfbildes und des hl. Ulrich. Der Bau ist von einer Mauer umgeben, in deren Südwestecke eine Afrakapelle integriert ist. | BDA-Hist.: Q37994001 Status: Bescheid Stand der BDA-Liste: 2025-06-30 Name: Meierhof, Ulrichhof, Ansitz Granz GstNr.: .79/1                                                                  |
| ja    | Datei hochladen | Bauernhaus HERIS-ID: 45459 Objekt-ID: 46798 TKK: 61645                                                                         | Bauerngasse 8 Standort KG: Thaur I                   | Der mächtige zweigeschoßige Mittertennhof stammt im Kern aus der zweiten Hälfte des 16. Jahrhunderts. Der Wohnteil und der nachträglich verlängerte Wirtschaftstrakt sind gemauert und mit einem reichen Bundwerkgiebel von 1931 versehen. In der Mitte der Ostfassade befindet sich das rundbogige Tennentor mit abgefastem Gewände. Im Inneren haben sich zahlreiche gotische Baudetails erhalten. | BDA-Hist.: Q38016039 Status: Bescheid Stand der BDA-Liste: 2025-06-30 Name: Bauernhaus GstNr.: 114/1                                                                                         |
| ja    | Datei hochladen | Brunnen HERIS-ID: 94782 Objekt-ID: 109950 TKK: 61636                                                                           | östlich Bauerngasse 12 Standort KG: Thaur I          | Der Brunnen besteht aus einem 1873 errichteten, sehr langen Steintrog mit einem gemauerten Brunnenpfeiler und bronzenem Ausguss. | BDA-Hist.: Q37765028 Status: § 2a Stand der BDA-Liste: 2025-06-30 Name: Brunnen GstNr.: 3908/2                                                                                               |
| ja    | Datei hochladen | 5 Bildstöcke HERIS-ID: 77671 Objekt-ID: 91302                                                                                  | Bundesstraße Standort siehe Beschreibung KG: Thaur I | Die Bildstöcke sind Teil der von Erzherzog Ferdinand II. Ende des 16. Jahrhunderts gestifteten lokalen Wallfahrtsstätte Maria Loreto in Thaur. Insgesamt 15, aus Brekziesteinen errichtete Bildstöcke säumen den historischen Weg von Innsbruck nach Thaur entlang der heutigen Bundesstraße. Die Bildsäulen stehen auf einem Sockel, sie haben einen abgefasten Schaft und ein quadratisches Tabernakelgehäuse, in dem sich auf Eternit gemalte Bildtafeln befinden. Die Bildtafeln wurden im 20. Jahrhundert von namhaften Tiroler Künstlern mit Darstellungen der Rosenkranzgeheimnisse neu gestaltet. Auf dem Gemeindegebiet von Thaur stehen die Bildstöcke 9 bis 13: - 9. Stationsbildstock Aussendung des Hl. Geistes mit Bildtafel von Max Weiler (um 1951) (Lage) - 10. Stationsbildstock Kreuzigung mit Bildtafel von Helmut Rehm (um 1955) (Lage) - 11. Stationsbildstock Kreuztragung mit Bildtafel von Helmut Rehm (um 1955) (Lage) - 12. Stationsbildstock Himmelfahrt mit Bildtafel von Max Weiler (um 1951) (Lage) - 13. Stationsbildstock Auferstehung mit Bildtafel von Max Weiler (um 1951) (Lage) Im Zuge des vierstreifigen Ausbaus der B171 von 2009 bis 2011 wurden die Bildstöcke demontiert, sie sollen restauriert und in Abstimmung mit dem Bundesdenkmalamt wieder aufgestellt werden. Anmerkung: Die Koordinaten entsprechen den alten Standorten lt. Tiroler Kunstkataster vor der Demontage. | BDA-Hist.: Q64026427 Status: § 2a Stand der BDA-Liste: 2025-06-30 Name: 5 Bildstöcke GstNr.: 3980 Rosary Innsbruck - Thaur                                                                   |
| ja    | Datei hochladen | Wegkapelle hl. Antonius HERIS-ID: 94173 Objekt-ID: 109308 TKK: 61630                                                           | gegenüber Dörferstraße 26c Standort KG: Thaur I      | Die neugotische, einjochige, offene Kapelle mit steilem Zeltdach, gemauertem Dachreiter, dreiseitigem Chor, spitzbogigen Fenstern und starken Strebepfeilern wurde um 1900 errichtet. Das gekehlte Spitzbogenportal ist mit einem schmiedeeisernen Gitter verschlossen. Im Inneren befindet sich ein im 19. Jahrhundert stark überarbeitetes barockes Altarblatt des hl. Antonius von Padua. | BDA-Hist.: Q37763684 Status: § 2a Stand der BDA-Liste: 2025-06-30 Name: Wegkapelle hl. Antonius GstNr.: 3899/2                                                                               |
| ja    | Datei hochladen | Lenardgut, Gschwendter-Hof, Gschwandtengut HERIS-ID: 40311 Objekt-ID: 40221 TKK: 61643                                         | Dorfplatz 1 Standort KG: Thaur I                     | Das ehemalige Wohnhaus des Gerichtsschreibers von Thaur wurde um 1600 errichtet. An der Ostfassade befindet sich ein breit abgefastes Rundbogenportal mit barocker Holztür und ein dreiseitiger, profilierter Polygonalerker mit Darstellungen der Verkündigung an Maria, Anbetung der Hirten und Flucht nach Ägypten vom Anfang des 20. Jahrhunderts an der Brüstung. Im Inneren haben sich gotische und barocke Baudetails erhalten. Das Gebäude ist von einer Umfassungsmauer umgeben, vor der Fassade steht ein Reiterstein von 1632. | BDA-Hist.: Q37994021 Status: Bescheid Stand der BDA-Liste: 2025-06-30 Name: Lenardgut, Gschwendter-Hof, Gschwandtengut GstNr.: .71/1                                                         |
| ja    | Datei hochladen | Dorfbrunnen HERIS-ID: 94789 Objekt-ID: 109959 TKK: 61637                                                                       | östlich Dorfplatz 1 Standort KG: Thaur I             | Der Brunnen besteht aus einem ungewöhnlich langen Brunnentrog aus Granit von 1874 und einem gemauerten Brunnenpfeiler mit bronzenem Ausguss. | BDA-Hist.: Q37765047 Status: § 2a Stand der BDA-Liste: 2025-06-30 Name: Dorfbrunnen GstNr.: 3921                                                                                             |
| ja    | Datei hochladen | Gasthaus Purner, ehem. Giner HERIS-ID: 40313 Objekt-ID: 40223 TKK: 61655                                                       | Dorfplatz 5 Standort KG: Thaur I                     | Der mächtige dreigeschoßige Gasthof am Dorfplatz stammt im Kern aus dem 16. Jahrhundert. Trotz starker Um- und Erweiterungsbauten haben sich interessante Baudetails im Äußeren (Erker, Steingewände) und Inneren (gotisches Gewölbe) erhalten. An der östlichen Giebelfassade befindet sich eine Wandmalerei Maria im Baum mit einem Keramikrelief von Siegfried Obleitner von 1996 und ein Familienwappen von 1672. | BDA-Hist.: Q37994031 Status: Bescheid Stand der BDA-Liste: 2025-06-30 Name: Gasthaus Purner, ehem. Giner GstNr.: 195                                                                         |
| ja    | Datei hochladen | Bildstock HERIS-ID: 94766 Objekt-ID: 109931 TKK: 61633                                                                         | vor Dorfplatz 12 Standort KG: Thaur I                | Die schlanke spätgotische Bildsäule mit runder Granitplatte, Nagelfluhsäule und leicht vorkragendem würfelförmigem Aufsatz mit schindelgedecktem Zeltdach wurde um 1600 errichtet. In den Nischen befinden sich Bildtafeln der hll. Ulrich, Nikolaus, Romedius und Johannes Nepomuk von Anton Tiefenthaler von 1965. | BDA-Hist.: Q37764984 Status: § 2a Stand der BDA-Liste: 2025-06-30 Name: Bildstock GstNr.: 3892/1                                                                                             |
| ja    | Datei hochladen | Brunnen beim Purner HERIS-ID: 94771 Objekt-ID: 109936 TKK: 61634                                                               | vor Dorfplatz 12 Standort KG: Thaur I                | Der Brunnen besteht aus einem mächtigen Steintrog von 1877 mit einem gemauerten Brunnenpfeiler und einem alten Drachenkopf-Ausfluss aus Bronze. | BDA-Hist.: Q37764993 Status: § 2a Stand der BDA-Liste: 2025-06-30 Name: Brunnen beim Purner GstNr.: 3892/1                                                                                   |
| ja    | Datei hochladen | Neuer Friedhof HERIS-ID: 94150 Objekt-ID: 109283 TKK: 61614                                                                    | bei Kirchgasse 3 Standort KG: Thaur I                | Der neue Friedhof wurde um 1955 nördlich der Pfarrkirche angelegt. Darin steht das von Romed Speckbacher d. J. geschaffene Kriegerdenkmal mit einer steinernen Skulptur des hl. Romedius und Tafeln mit den Namen der Gefallenen beider Weltkriege. In der Umfassungsmauer befindet sich Kapellenbildstock mit der Darstellung des Auferstandenen von Romed Speckbacher von 1988. | BDA-Hist.: Q37763617 Status: § 2a Stand der BDA-Liste: 2025-06-30 Name: Neuer Friedhof GstNr.: 1/3                                                                                           |
| ja BW | Datei hochladen | Kath. Pfarrkirche Mariä Himmelfahrt mit Friedhof HERIS-ID: 55964 Objekt-ID: 64888 TKK: 61611, 61612, 61613, …                  | gegenüber Kirchgasse 3 Standort KG: Thaur I          | Die Kirche wurde 1244 erstmals urkundlich erwähnt. Der im Kern gotische Bau wurde um 1766 von Johann Michael Umhauser barockisiert. An das vierjochige einschiffige Langhaus schließt ein niederer eingezogener Chor an. Der Nordturm ist im unteren Teil spätgotisch, der achteckige Aufsatz wird von einer Zwiebelhaube aus dem 17. Jahrhundert abgeschlossen. Der Innenraum ist mit Wandpfeilern mit Rokokostuck sowie einem Stichkappengewölbe gegliedert. Die barocke Deckenmalerei von Christoph Anton Mayr wurde 1878/1880 entfernt und durch Fresken von Franz Xaver Pernlochner ersetzt. Die Weihnachtskrippe wurde von Johann Giner dem Älteren um 1800 geschaffen. Der von einer Mauer umschlossene Friedhof umgibt die Pfarrkirche, in ihm befinden sich die Friedhofskapelle von 1773 und ein Barockkreuz. | BDA-Hist.: Q38069108 Status: § 2a Stand der BDA-Liste: 2025-06-30 Name: Kath. Pfarrkirche Mariä Himmelfahrt mit Friedhof GstNr.: .1 Pfarrkirche Mariä Himmelfahrt (Thaur)                    |
| ja    | Datei hochladen | Widum samt Umfassungsmauer mit Notburga-Bildstock HERIS-ID: 94836 Objekt-ID: 110013 TKK: 61650, 61651                          | Kirchgasse 5 Standort KG: Thaur I                    | Das gemauerte zweigeschoßige Gebäude mit flachem Satteldach stammt im Kern aus dem 16. Jahrhundert. Die Fassade ist durch einen vierseitigen Eckerker mit mehrfach profilierten Gesimsen gegliedert, im Inneren haben sich Baudetails wie Gewölbe erhalten. Das Widum ist von einer Umfassungsmauer umgeben, in die ein Notburgabildstock integriert ist. | BDA-Hist.: Q37765140 Status: § 2a Stand der BDA-Liste: 2025-06-30 Name: Widum samt Umfassungsmauer mit Notburga-Bildstock GstNr.: 2                                                          |
| ja    | Datei hochladen | Kaplanei HERIS-ID: 55961 Objekt-ID: 64885 TKK: 61654                                                                           | Klostergasse 3 Standort KG: Thaur I                  | Das Gebäude aus dem 16. Jahrhundert ist direkt an die östliche Friedhofsmauer angebaut. Es diente bis 1652 als Pfarrwidum, 1704 wurde es in zwei Hälften geteilt und 1856 Benefiziatenwohnung der St. Vigilstiftung. Das zweigeschoßige Gebäude weist ein Satteldach und eine schmale Giebelfassade mit Balkon im Giebel auf. An der Ostseite befindet sich ein Rundbogenportal mit Lünettengitter und Holztür. | BDA-Hist.: Q38069089 Status: § 2a Stand der BDA-Liste: 2025-06-30 Name: Kaplanei GstNr.: .3, 201/2                                                                                           |
| ja    | Datei hochladen | Ansitz Madleinhof, auch Rumerschlössl HERIS-ID: 40314 Objekt-ID: 40224 TKK: 2366                                               | Langgasse 55 Standort KG: Thaur I                    | Der auf einer Anhöhe am Waldrand gelegene Ansitz wurde 1483 erstmals urkundlich erwähnt und Anfang des 17. Jahrhunderts zu einem Sommersitz der Haller Jesuiten umgebaut und um eine Beletage mit hohen Fenstern aufgestockt, seit 1784 ist er im Familienbesitz. Der dreigeschoßige frühbarocke Bau mit steilem Krüppelwalmdach reicht im Kern in die Spätgotik zurück. Im Inneren finden sich prachtvolle Räume, darunter ein Saal mit Stuckdecke, eine barocke Hauskapelle sowie eine gotische Bohlen-Balkendecke aus dem 16. Jahrhundert. | BDA-Hist.: Q16054403 Status: Bescheid Stand der BDA-Liste: 2025-06-30 Name: Ansitz Madleinhof, auch Rumerschlössl GstNr.: .192                                                               |
| ja    | Datei hochladen | Sog. Steinernes Kreuz HERIS-ID: 94801 Objekt-ID: 109974 TKK: 61639                                                             | Standort KG: Thaur I                                 | Die schlanke Bildsäule aus dem 16. Jahrhundert besteht aus Nagelfluh. Sie hat einen schräg geriefelten Sockel, einen achtseitigen Schaft und einen tabernakelförmigen Aufsatz mit abschließendem Kreuz. In den Aufsatznischen Blechtafeln mit Darstellungen der hll. Blasius und Romedius sowie Johannes und Paulus aus dem 18. Jahrhundert. Die Bildsäule fiel mehrfach Unfällen zum Opfer und lag lange Zeit am gemeindeeigenen Bauhof. | BDA-Hist.: Q37765081 Status: § 2a Stand der BDA-Liste: 2025-06-30 Name: Sog. Steinernes Kreuz GstNr.: 1441                                                                                   |
| ja    | Datei hochladen | Einhof HERIS-ID: 243098 TKK: 145103seit 2023                                                                                   | Moosgasse 1 Standort KG: Thaur I                     | Bei dem quergeteilten, zweigeschoßigen Einhof mit Satteldach handelt es sich um ein im Kern turmartiges, späthochmittelalterliches Mauerviereck vom Keller bis ins Dachgeschoß. Die ursprüngliche Funktion des Gebäudes ist unbekannt und kaum im bäuerlichen Bereich gelegen, vermutlich handelt es sich um dörfliches Objekt mit herrschaftlichen Hintergrund. Das Baugefüge stammt einheitlich aus dem ersten Drittel des 14. Jahrhunderts. Im Untergeschoß ist das spätromanische Mauerwerk aus lagig gesetzten Rollsteinen mit einem die Horizontale betonenden Fugenabstrich auf allen Seiten sichtbar. Die Schlitzfenster und die Balkendeckenkonstruktion ist noch original erhalten. Der ursprüngliche Zugang an der Ostseite hatte ein etwa einen Meter hohes Eintrittsniveau und ist heute vermauert. Der ursprüngliche und ebenfalls später vermauerte, andeutungsweise spitzbogig geformte Hocheingang ins Obergeschoß befindet sich an der Nordseite und ist mit schweren, leicht abgefasten Bogensteinen aus Rauwacke gemauert. Um 1779 ist der Neubau einer Behausung aus einem bestehenden Stadel urkundlich belegt. Ein Umbau im späten 19., frühen 20. Jahrhunderts prägt die heutige Erscheinung innen wie außen (außensitzende Kastenfenster, eine einfache Putzfassade mit einem farblich gefassten Maria-Hilf-Stuckbild an der Südseite, die schlichte Ausführung der verbretterten Giebelfläche; innen geputzte Wände und Decken, Türen und Bretterböden). Der historistische Ausbau umfasst die Holzkonstruktion der Tenne wie auch die Erneuerung der Stalldecke in Form von Preußischen Kappen. Die Stallmauer ist stratigrafisch älter und stammt vermutlich aus dem Barock (1776?). | BDA-Hist.: Q119231468 Status: Bescheid Stand der BDA-Liste: 2025-06-30 Name: Einhof GstNr.: 214/1                                                                                            |
| ja    | Datei hochladen | 7 Kalvarienbergkapellen HERIS-ID: 94160 Objekt-ID: 109294 TKK: 61913, 61912, 61911, …seit 2012                                 | Schloßgasse Standort KG: Thaur I                     | Am Weg von Thaur zum Romedikirchl stehen sieben Kreuzwegkapellen. Die gemauerten Bildstöcke mit tiefen Rundbogennischen und Satteldach wurden um 1870 errichtet. In den Nischen befinden sich glasierte Tonreliefs mit je zwei Kreuzwegstationen, die 1976/77 von Romed Speckbacher d. J. geschaffen wurden. Anmerkung: Die Koordinaten beziehen sich auf die 2. Kalvarienbergkapelle | BDA-Hist.: Q37763632 Status: Bescheid Stand der BDA-Liste: 2025-06-30 Name: 7 Kalvarienbergkapellen GstNr.: 3053/1, 3047/1, 3054, 3918 Kalvarienbergkapellen Thaur                           |
| ja    | Datei hochladen | Burgruine Thaur HERIS-ID: 40310 Objekt-ID: 40220 TKK: 61642                                                                    | Schloßgasse 17 Standort KG: Thaur I                  | Die Burganlage oberhalb von Thaur wurde in der zweiten Hälfte des 12. Jahrhunderts von den Andechsern errichtet und im 15. Jahrhundert und unter Kaiser Maximilian I. erweitert. Bereits im 16. Jahrhundert begann die Burg zu verfallen, um 1664 stürzte der Turm ein. Von der weitläufigen Anlage sind nur mehr wenige Mauerreste mit ungewöhnlich sorgfältig und regelmäßig geschichtetem Mauerwerk erhalten, darunter der freistehender Stumpf eines Turmes, ein Rondell, Reste der Ringmauer und eine Zwingeranlage. | BDA-Hist.: Q16102015 Status: Bescheid Stand der BDA-Liste: 2025-06-30 Name: Burgruine Thaur GstNr.: 3053/1 Burgruine Thaur                                                                   |
| ja    | Datei hochladen | Wallfahrtskirche hll. Peter und Paul, Romedi-Kirchl und Eremitage HERIS-ID: 94156 Objekt-ID: 109290 TKK: 61617                 | östlich Schloßgasse 17 Standort KG: Thaur I          | Die auf einer Anhöhe oberhalb des Dorfes, in der Nähe des Thaurer Schlosses gelegene Kirche wurde 1779 anstelle einer romanischen Doppelkapelle errichtet. Der zweijochige Rokokobau weist ein eingezogenes Vorjoch, eine eingezogene Apsis und einen Ostturm auf. Der Innenraum ist mit Rokoko-Stuckaturen und Fresken von Franz Xaver und Joseph Giner aus der Erbauungszeit geschmückt. Östlich ist die zweigeschoßige ehemalige Eremitage angebaut. Der untere Raum weist ein gotisches Gewölbe auf, das obere Geschoß beherbergt heute die Sakristei. | BDA-Hist.: Q16320747 Status: § 2a Stand der BDA-Liste: 2025-06-30 Name: Wallfahrtskirche hll. Peter und Paul, Romedi-Kirchl und Eremitage GstNr.: .189 Romediuskirche (Thaur)                |
| ja    | Datei hochladen | Bildstock mit Pietà HERIS-ID: 94163 Objekt-ID: 109297 TKK: 61620seit 2012                                                      | bei Schloßgasse 17 Standort KG: Thaur I              | Der Bildstock ist Teil des Kreuzwegs von Thaur zum Romedikirchl. Der gemauerte Bildstock auf einem Brecciesockel hat eine tiefe, tonnengewölbte Rundbogennische, die mit einem einfachen Schmiedeeisengitter verschlossen ist. In der Nische befindet sich eine farbig gefasste, geschnitzte Pietà aus dem 19. Jahrhundert. | BDA-Hist.: Q37763634 Status: Bescheid Stand der BDA-Liste: 2025-06-30 Name: Bildstock mit Pietà GstNr.: 3053/1                                                                               |
| ja    | Datei hochladen | Kreuzkapelle HERIS-ID: 94164 Objekt-ID: 109298 TKK: 61621seit 2012                                                             | bei Schloßgasse 17 Standort KG: Thaur I              | Die auf einer Hügelkuppe gelegene Kapelle ist Teil des Kreuzwegs von Thaur zum Romedikirchl. Der achtseitige offene Zentralbau vom Ende des 19. Jahrhunderts ist mit einem geschweiften Zeltdach gedeckt. Fünf Seiten weisen Blendbögen auf, drei Seiten geöffnete Bögen. Die nach Norden orientierte Hauptachse wird durch einen Giebel risalitartig betont. Die Decke ist eine bemalte Holzkonstruktion mit Mittelrosette und Schablonenornamenten. In der Rundbogennische steht eine plastische gefasste Kreuzigungsgruppe aus der Erbauungszeit, im Hintergrund befindet sich eine gemalte Ansicht von Jerusalem. | BDA-Hist.: Q37763642 Status: Bescheid Stand der BDA-Liste: 2025-06-30 Name: Kreuzkapelle GstNr.: 3047/1                                                                                      |
| ja    | Datei hochladen | Kerkerkapelle HERIS-ID: 94162 Objekt-ID: 109296 TKK: 61619seit 2012                                                            | bei Schloßgasse 17 Standort KG: Thaur I              | Die sogenannte Kerkerkapelle ist Teil des Kreuzwegs von Thaur zum Romedikirchl. Der zinnenbekrönte gemauerte Nischenbildstock aus dem 19. Jahrhundert hat eine tiefe, tonnengewölbte Rundbogennische, die mit einem Schmiedeeisengitter verschlossen ist. In der Nische befindet sich eine barocke bekleidete Schnitzfigur des knienden Schmerzensmannes. | BDA-Hist.: Q37763633 Status: Bescheid Stand der BDA-Liste: 2025-06-30 Name: Kerkerkapelle GstNr.: 3047/1                                                                                     |
| ja    | Datei hochladen | Heiliggrabkapelle HERIS-ID: 94166 Objekt-ID: 109300 TKK: 61622seit 2012                                                        | bei Schloßgasse 17 Standort KG: Thaur I              | Das Heilige Grab ist Teil des Kreuzwegs von Thaur zum Romedikirchl. Die Anlage besteht aus der in den Felsen gehauenen Grabnische mit einer Christusfigur von Johann Baptist Pendl vom Anfang des 19. Jahrhunderts, flankiert von zwei Rundbogennischen mit Bretterfiguren der Propheten Daniel und Jeremias von Franz Pernlocher von 1968, sowie zwei römischen Wachsoldaten und Engeln vom Anfang des 20. Jahrhunderts. Davor befindet sich eine barockisierende, kulissenförmige Gartenarchitektur mit Steinpfeilern und Eisengitter. | BDA-Hist.: Q37763653 Status: Bescheid Stand der BDA-Liste: 2025-06-30 Name: Heiliggrabkapelle GstNr.: 3053/1                                                                                 |
| ja    | Datei hochladen | Portalanlage Thaur/Torbogen HERIS-ID: 94168 Objekt-ID: 109302 TKK: 61623                                                       | bei Schloßgasse 17 Standort KG: Thaur I              | Die Portalanlage, die den Weg von Thaur zum Romedikirchl überspannt, bildet den Abschluss des Kreuzwegs zur Kirche. Der gemauerte, reich gegliederte Torbogen wurde 1872 errichtet. Es ist ein typischer neugotischer Bau mit Zinnen, Strebepfeilern und weitem, rundbogigem Durchgang. An der mittleren Zinne befindet sich an der Westseite eine Reliefdarstellung des Auferstandenen, an den beiden äußeren Zinnen befinden sich Wappendarstellungen. | BDA-Hist.: Q37763673 Status: Bescheid Stand der BDA-Liste: 2025-06-30 Name: Portalanlage Thaur/Torbogen GstNr.: 3918                                                                         |
| ja    | Datei hochladen | Ehem. Gerichtsgebäude, alte Schule HERIS-ID: 55962 Objekt-ID: 64886 TKK: 61657                                                 | Schulgasse 5 Standort KG: Thaur I                    | Das zweigeschoßige traufseitig orientierte Gebäude mit Satteldach und einfachem Bundwerkgiebel an der Südseite stammt im Kern aus dem 16. Jahrhundert. Es diente ursprünglich als Gerichtsgebäude und von 1897 bis 1950 als Schulhaus. Seit 1978/1980 ist es Teil des Thaurer Kulturhauses mit Gemeindesaal und Bücherei. Außen und innen haben sich zahlreiche gotische Baudetails erhalten, darunter ein gotisches Steinportal mit Eselsrücken, zwei dreiseitige Erker, ein vierseitiger Eckerker und Gewände. An der Fassade befinden sich Wandmalereien mit Mariahilf-Bild und zwei Medaillons mit den hl. Ignatius von Loyola und Franz Xaver aus der Zeit um 1800, die von einem abgerissenen Hof übertragen wurden. | BDA-Hist.: Q38069098 Status: § 2a Stand der BDA-Liste: 2025-06-30 Name: Ehem. Gerichtsgebäude, alte Schule GstNr.: 172                                                                       |
| ja    | Datei hochladen | Dorfbrunnen HERIS-ID: 110207 Objekt-ID: 127882 TKK: 61635                                                                      | vor Schulgasse 8 Standort KG: Thaur I                | Der Brunnen besteht aus einem langen Brunnentrog aus Granit von 1940 und einem gemauerten Brunnenpfeiler mit Abdeckplatte, bekrönender Kugel und bronzenem Ausguss. | BDA-Hist.: Q37817645 Status: § 2a Stand der BDA-Liste: 2025-06-30 Name: Dorfbrunnen GstNr.: 3892/5                                                                                           |
| ja    | Datei hochladen | Kreuzgruppe HERIS-ID: 110209 Objekt-ID: 127885 TKK: 61670                                                                      | neben Solegasse 7 Standort KG: Thaur I               | Die barocke polychrome Kreuzgruppe aus dem 18. Jahrhundert in Holzkastenüberdachung steht am Platz vor der Vigilkirche. Sie besteht aus einem gut proportionierten Corpus Christi im Dreinageltypus zwischen Maria und Johannes. | BDA-Hist.: Q37817660 Status: § 2a Stand der BDA-Liste: 2025-06-30 Name: Kreuzgruppe GstNr.: 228                                                                                              |
| ja    | Datei hochladen | Vigilbrunnen HERIS-ID: 94775 Objekt-ID: 109940 TKK: 61635                                                                      | westlich Vigilgasse 2 Standort KG: Thaur I           | Der Brunnen am Platz vor der Vigilkirche besteht aus einem längsovalen Steintrog von 1891 und einer rechteckigen steinernen Brunnensäule mit einer Bronzeskulptur des hl. Vigil von 1964. | BDA-Hist.: Q37765019 Status: § 2a Stand der BDA-Liste: 2025-06-30 Name: Vigilbrunnen GstNr.: 3937                                                                                            |
| ja    | Datei hochladen | Kath. Filialkirche hl. Vigilius und ehem. Friedhofsfläche HERIS-ID: 55965 Objekt-ID: 64889 TKK: 61616                          | westlich Vigilgasse 3 Standort KG: Thaur I           | Die frühbarocke Kirche wurde 1643 in gotisierenden Formen errichtet. Sie weist ein dreijochiges, steilgiebeliges Langhaus mit stark abgesetztem dreiseitigem Chorschluss, eine daran angebaute Sakristei und einen schlanken Nordturm mit achtseitigem Aufsatz und Zwiebelhaube auf. Der flachgedeckte Innenraum mit eingezogenem Chor und rundbogigem Triumphbogen ist mit Deckenbildern und Stuckaturen aus dem 17. Jahrhundert geschmückt. An den Langhauswänden befinden sich Wandbilder der vierzehn Nothelfer aus dem 18. Jahrhundert. Bemerkenswert sind zwei Glocken der Glockengießer Löffler von 1490 bzw. 1570. | BDA-Hist.: Q38069120 Status: § 2a Stand der BDA-Liste: 2025-06-30 Name: Kath. Filialkirche hl. Vigilius und ehem. Friedhofsfläche GstNr.: 228                                                |
| ja    | Datei hochladen | Kaisersäule HERIS-ID: 94793 Objekt-ID: 109964 TKK: 61638                                                                       | Standort KG: Thaur I                                 | Steinpyramide auf 1700 m auf einer Schulter südwestlich des Thaurer Zunterkopfs, laut Inschrift 1839 eingeweiht, zum Gedenken, dass Kaiser Franz I. von dort am 21. Oktober 1815 „Volk und Land wieder begrüßte“. | BDA-Hist.: Q30110464 Status: § 2a Stand der BDA-Liste: 2025-06-30 Name: Kaisersäule GstNr.: 3688 Kaisersäule                                                                                 |
| ja    | Datei hochladen | Römisches Wegenetz in den Thaurer Feldern HERIS-ID: 110879 Objekt-ID: 128639 TKK:                                              | Standort KG: Thaur I                                 | Noch heute lesbare Spuren eines Wegenetzes und einer Streubesiedlung des Talbodens im mittleren Inntal. Im Areal findet seit 2009 eine Zusammenlegung statt, dabei wurden bis 2009 zwei La-Tène-zeitliche Siedlungsbefunde angeschnitten. Der Nachweis römischer Wege ist mit Stand 2009 noch nicht gelungen.[veraltet] Anmerkung: Standortangabe bezieht sich auf Grundstücknr. 3955 | BDA-Hist.: Q37821153 Status: Bescheid Stand der BDA-Liste: 2025-06-30 Name: Römisches Wegenetz in den Thaurer Feldern GstNr.: 3954, 3955, 3956, 3957, 3958                                   |
| ja    | Datei hochladen | Prähistorische Höhensiedlung und frühmittelalterliche Befestigung Kiechlberg HERIS-ID: 112582 Objekt-ID: 130790 TKK: seit 2017 | Standort KG: Thaur I                                 | Auf dem Kiechlberg (1028 m ü. A.), einer Rückfallkuppe am Abhang der Nordkette, wurde in archäologischen Grabungen eine neolithische bis frühbronzezeitliche Höhensiedlung nachgewiesen. Neben Metallobjekten wie Messern, Dolchen, Pfriemen etc. wurden auch Schlacken gefunden, die auf die Verhüttung von Erzen hinweisen. Daneben existieren Reste eines mittelalterlichen Wehrbaus mit einer rund 95 m langen und durchschnittlich 1,10 m breiten gemörtelten Umfassungsmauer und einer Binnenbebauung aus zwei langrechteckigen Räumen, der in mehreren Bauphasen errichtet wurde und vermutlich ins 10. Jahrhundert zurückgeht. | BDA-Hist.: Q37831765 Status: Bescheid Stand der BDA-Liste: 2025-06-30 Name: Prähistorische Höhensiedlung und frühmittelalterliche Befestigung Kiechlberg GstNr.: 3617 Befestigung Kiechlberg |
| ja    | Datei hochladen | Loretokapelle HERIS-ID: 55966 Objekt-ID: 64890 TKK: 61624                                                                      | nahe Loretto-Umgebung 1 Standort KG: Thaur II        | Das Kirchlein wurde 1589 von Erzherzog Ferdinand II. gestiftet, es war Ziel eines Stationswegs mit 15 Bildstöcken entlang der heutigen Haller Straße. 1590 wurde eine Kaplanei gestiftet, 1723 das heutige Gasthaus als Priesterhaus errichtet. Der rechteckige fensterlose Bau weist ein steiles Satteldach über Hohlkehle, ein rechteckiges Nagelfluhportal und einen teilweise geschndelten Westturm auf. Im tonnengewölbten Innenraum mit durchgehendem profiliertem Gesims befindet sich ein Renaissance-Säulenaltar aus der Zeit um 1570. | BDA-Hist.: Q1735416 Status: § 2a Stand der BDA-Liste: 2025-06-30 Name: Loretokapelle GstNr.: .196 Lorettokapelle Thaur                                                                       |